# Långtjärnen (Kalls socken, Jämtland, 707310-135496)
Långtjärnen är en sjö i Åre kommun i Jämtland och ingår i Indalsälvens huvudavrinningsområde.